# Crazy Mixed Up Pup
Crazy Mixed Up Pup (br: Misturada Louca) é um curta-metragem estadunidense de 1954, dirigido por Tex Avery e produzido por Walter Lantz.  

## Prêmios e indicações
Foi indicado ao Oscar de melhor curta-metragem de animação, mas perdeu para When Magoo Flew.